# Andrea Paoloni
Andrea Paoloni (Fermo, 22 aprile 1971) è un giocatore di biliardo italiano.
Andrea classe 1971, giocatore professionista di biliardo 5 birilli, è considerato un talento del biliardo a livello nazionale e internazionale.
Attualmente vive a Fermo, sua città natale, dove organizza corsi di biliardo.

## Palmarès
I principali risultati
- 2006 Campionato Europeo per Nazioni a squadre
- 2008 Campionato Europeo per Nazioni a squadre
- 2008 Campionato italiano Aics 5 birilli (Altavilla Vicentina)
- 2009 Campionato italiano a squadre (Saint Vincent)
- 2010 campionato italiano nazionali (Saint Vincent)
- 2011 2ºclass. gran prix SAINT-VINCENT

## BTP
Vittorie complessive nel circuito
- 1 Stagione 2005/2006 (Varese)
- 2 Stagione 2007/2008 (Latina)
- 3 stagione 2015/2016 (Cosenza) trofeo Nazionali
- 4 stagione 2016/2017 (Rho) trofeo Nazionali